# 多摩バス

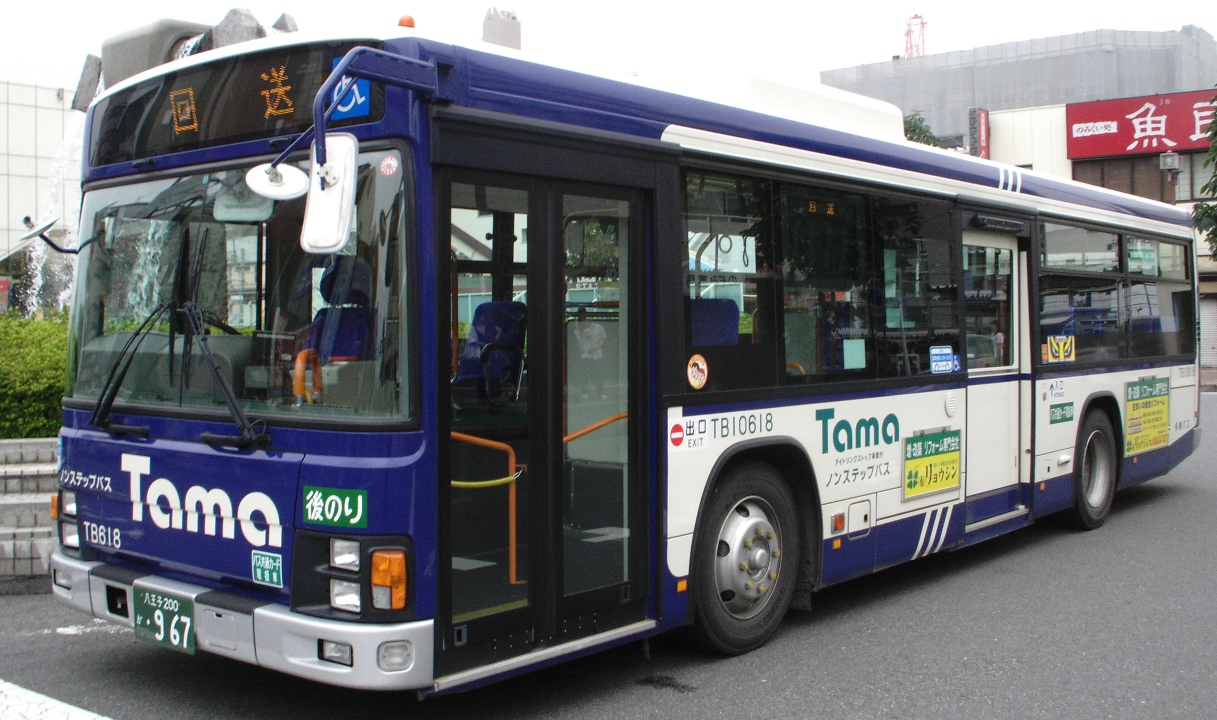
多摩バスの一般路線車両（河辺駅にて撮影）

多摩バス株式会社（たまバス、英称:Tama Bus Co.,Ltd）は、かつて存在した西東京バスの分離子会社である。1999年4月1日に設立され、西東京バスの不採算路線の移管を受けて運行していたが、2011年9月1日をもって西東京バスに吸収合併されて消滅。京王グループに属していた。
2008年8月31日まで、西東京バス青梅営業所・恩方営業所の路線を移管され運行していた。また、高速バス・貸切バスの運行業務も移管され、夜行高速バスの新宿 - 大阪あべの橋・高松・松山線および渋谷 - 金沢線、空港連絡バス高尾駅 - 羽田空港線を毎日運行していた。

## 沿革
- 1999年4月1日 - 西東京バスから分社し、多摩バスを設立。
- 1999年10月1日 - 多摩バスとして運行開始。
- 2000年4月1日 - 西東京バス青梅営業所より全路線を譲渡される。
- 2000年9月1日 - 西東京バス恩方営業所より一部路線の運行委託・移管が開始される。
- 2002年3月21日 - 高速バスカジュアル・ツィンクル号（新宿 - 大阪・格安便）を運行開始。
- 2003年10月1日 - 西東京バスの貸切バス・高速バス事業が多摩バスへ分社される。これにともない西東京バス日野営業所（観光バスセンター）は廃止。
- 2005年9月1日 - 西東京バス恩方営業所より全路線が移管される。同時に西東京バス五日市営業所より一部路線の運行委託・移管が開始される。
- 2006年9月1日 - 八王子市西部地区のバス路線再編成が行われる。西東京バス五日市営業所の一部路線が多摩バス青梅営業所へ移管される。
- 2006年12月1日 - 高速バスツィンクル号（新宿 - 大阪線）とトレンディ号（八王子 - 大阪線）を統合、ツィンクル号（新宿・八王子 - 大阪線）となる。
- 2007年3月1日 - 高速バスハローブリッジ号（高松線）とオレンジライナー号（松山線）が中央道日野バスストップに停車するようになる（上りは降車扱いのみ、下りは乗車扱いのみ）。
- 2007年3月15日 - 京王八王子高速バスターミナルが閉鎖される。乗車券発券業務が八王子駅北口案内所へ移管され、待合室の使用ができなくなる。
- 2007年3月30日 - 高速バスきょうと号（八王子 - 京都線）がこの日をもって運行休止となる。
- 2007年4月1日 - 京王八王子高速バスターミナル廃止。これにともない京王八王子駅高速バス乗り場の乗車位置を変更。金沢線はバスターミナル横の11番バス停に、羽田・成田線、大阪線の各路線は、たましん前の10番バス停に変更される。
- 2007年7月6日 - 高速バス金沢線の東京側の始発が渋谷マークシティとなり、中央道日野バスストップに停車するようになる。圏央道開通にともない経路変更、金沢側の停車順序が変更となる。また乗車位置が羽田・成田線、大阪線の各路線と同じく、たましん前の10番バス停に変更される。
- 2008年3月17日 - 空港連絡バス八王子 - 成田空港線に参入（東京空港交通と共同運行）。
- 2008年4月24日 - この日をもって高速バスカジュアル・ツィンクル号（新宿 - 大阪・格安便）から撤退。
- 2008年9月1日 - 乗合バス事業を西東京バスに事業譲渡し、始発より全路線を西東京バスが引き継いで運行する（2008年8月5日に西東京バス公式ホームページ上にて発表）。同社は今後、土地と建物の賃貸・管理などの事業に専念する。
- 2011年9月1日 - 西東京バスに吸収合併。

## 本社・営業所

### 本社
本社は東京都八王子市明神町の西東京バス本社ビル「NTB西東京ビル」3階（西東京バス本社と同じフロア）に入居していた。

### 青梅営業所
- 青梅営業所（営業所記号：TB） - 東京都青梅市末広（西東京バス青梅営業所内）

秋川・福生・青梅・御嶽地区の路線バスの運行を担当する。拝島駅・福生駅・小作駅・秋川駅を主なターミナルとする。西東京バス青梅営業所からの引継ぎ路線のほか、五日市営業所から引き継いだ路線もある。
2005年5月から運行開始した羽村市コミュニティバス「はむらん」の運行を、西東京バスから受託していた。
2007年9月より、秋川駅、福生駅発の阿伎留医療センター方面のバスを運行しており、2007年11月オープンの「イオンモール日の出」も経由する。また、御嶽駅とケーブルカー乗り場を結ぶ路線も担当していた時期があったが、2008年3月1日をもって西東京バス（五日市営業所氷川車庫）に再移管された。

### 恩方営業所
- 恩方営業所（営業所記号：DまたはTD） - 東京都八王子市下恩方（西東京バス恩方営業所内）

八王子北西部・高尾地区の路線バスの運行を担当する。京王八王子駅・西八王子駅・高尾駅を発着し、四谷・大久保・宝生寺団地・繊維団地・美山町・陣馬高原下方面の路線を運行する。
2006年に路線再編成が行われ、以降、京王八王子駅・八王子駅から陣馬高原下へは大久保から高尾駅北口発着のバスに乗り換える必要がある。平日及び土曜の朝ラッシュ時間帯に、一部路線の上りでレーン内急行（甲州街道上のバス停、本郷横丁から横山町までを通過）も運行している。深夜時間帯には平日、土曜、休日問わず、恩方車庫行きの深夜バスを運行している。2007年9月より、高尾駅北口発着のホーメストタウン行きと京王八王子駅発着の宝生寺団地行きでそれぞれ団地内循環運転を実施している。2007年9月30日より、この地区のバス路線にPASMOが導入された。

## 高速バス路線
〔 〕内は共同運行会社。

### 2008年8月31日時点で運行していた高速バス路線
これらの路線の詳細については西東京バス#高速バス路線を参照。
- 夜行
  - 渋谷・八王子⇔金沢・加賀温泉 北陸鉄道〕
  - ツィンクル号（新宿 - 八王子 - 大阪）〔近鉄バス〕
  - ハローブリッジ号（新宿 - 高松 - 丸亀）〔四国高速バス〕
  - オレンジライナーえひめ号（新宿 - 松山）〔伊予鉄バス〕
- 昼行
  - 八王子⇔羽田空港〔東京空港交通、京王バス南〕
  - 八王子⇔成田空港〔東京空港交通〕（2008年3月17日より運行）

### 2008年8月31日以前に廃止・休止された高速バス路線
- トレンディ号（八王子 - 大阪 - USJ）〔近鉄バス〕
  - 2006年11月30日発限りで愛称廃止・ツインクル号へ統合、USJ乗り入れ廃止。
- きょうと号（八王子 - 京都駅）〔京阪バス〕（2007年3月30日で休止）
- カジュアル・ツィンクル号（新宿 - 大阪）〔近鉄バス〕
  - 2008年4月24日発限りで撤退、翌日より近鉄バスの単独運行となる。

## 車両

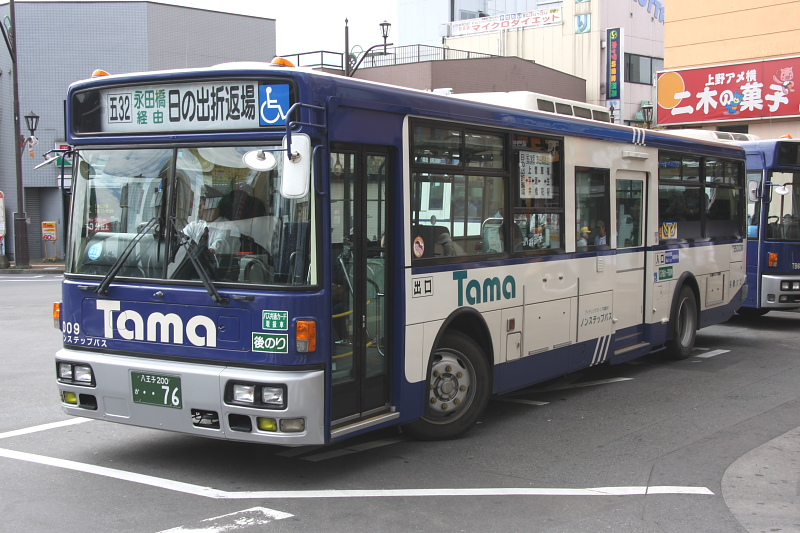
中型長尺車
日産ディーゼル・JP

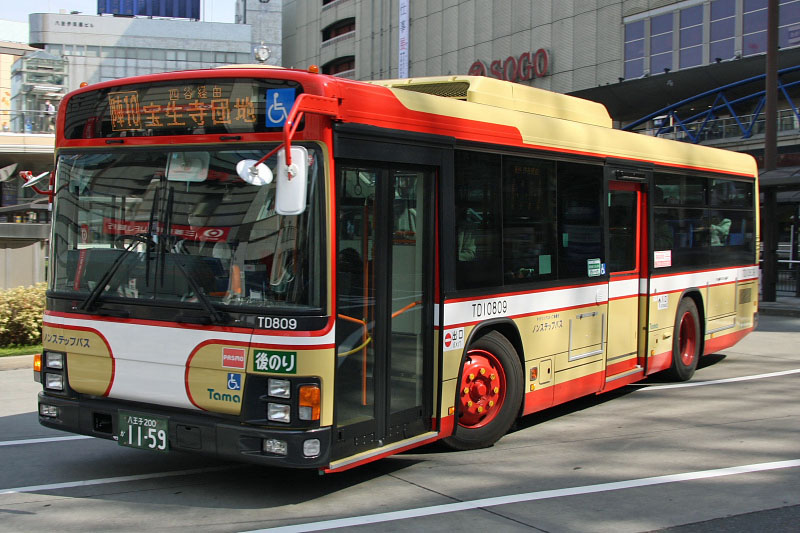
西東京バス塗色車
いすゞ・エルガ

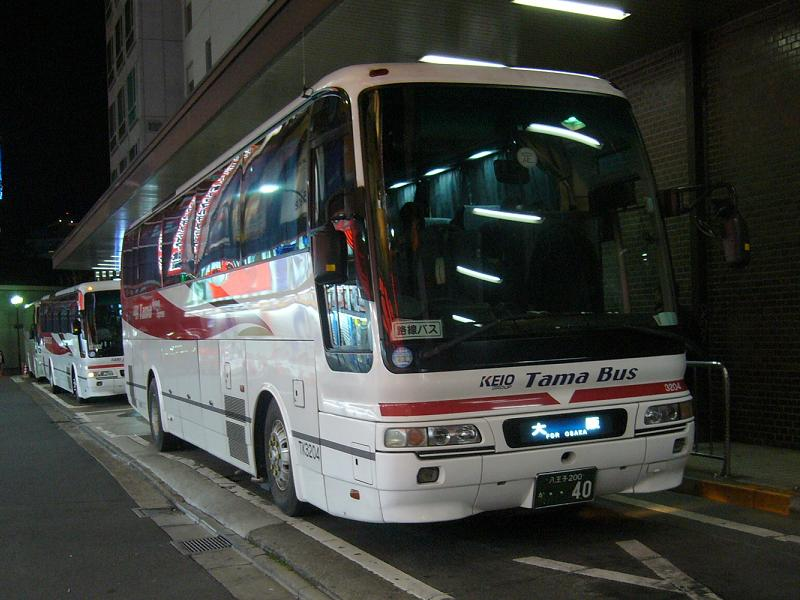
夜行高速用車両
三菱ふそう・エアロクィーンI

### 一般路線車
西東京バスとは異なり、多摩バスは白地に青を基調とした塗色であった。当初はフロントバンパーも青色だった。2007年までは新車導入は原則として青梅・恩方両営業所とも多摩バス塗色であったが、2008年に恩方営業所へは西東京バス塗色で投入された。
ただし、2005年に西東京バス恩方営業所の路線を完全移管した際、それまで委託路線用として使用されてきた西東京バス塗色車は塗色変更を行わず、前面のNT（Nishi Tokyoの略）をあしらった社紋の取り外しと社名の書き換え程度でそのまま使用されてきたが、翌2006年よりJPノンステップ車の多摩バス塗色への塗色変更が施行された。
2008年9月1日始発からの西東京バスへの全路線移管に伴い、一般路線車両は青基調の塗色はそのままに、多摩バスの社名表示とロゴマークを消去して西東京バスの社名を記入し、同社の社章を車両正面に白色で表示したものに変更すると、2008年8月5日に西東京バス公式ホームページ上で発表された。
西東京バスと同様に、いすゞ自動車、日野自動車、日産ディーゼル工業（現・UDトラックス）の3社の車両を導入していた。
- 三菱ふそうトラック・バス
  - 在籍なし。
- いすゞ自動車
  - 恩方営業所にのみ、キュービック（アイ・ケイ・コーチボディがメインだが、少数ながら、西東京バス楢原営業所より移籍の富士重工業製ボディ架装車も在籍していた）、エルガノンステップtype-Aが導入されていたが、新短期規制適合のエルガから青梅・恩方の両営業所に配置されるようになった。キュービックは約半数が多摩バス塗色に変更されたものの、2004年に導入されたエルガは全車が西東京バス塗色のままであった。
- 日野自動車
  - 青梅営業所に、西東京バスからの引き継ぎで富士重工製ボディを架装したブルーリボンが在籍していた。日野・レインボーHR10.5mは、2002 - 3年製は青梅営業所のみの配置であったが、2005年製からは両営業所に配置された。他に羽村市コミュニティバス「はむらん」用にポンチョが在籍していた。
- 日産ディーゼル工業（現・UDトラックス）
  - 西東京バスと同様に、JPワンステップが1995年より導入され、以降2001年頃まで、RNワンステップやRMノンステップなど、導入車両の全てが日産ディーゼルとなった。
  - 2000年に導入されたJPノンステップは前述の通り、2006年より多摩バス塗色への塗色変更が施行されているが、これは、JPノンステップ導入段階の塗料に問題があり、色褪せの進行が激しかったことからされたもので、塗色変更当時西東京バス（楢原・五日市）所属で、それ以降多摩バスに移籍した車両については塗色変更は施行されず、西東京カラーで塗り直された[要出典]。
  - JPノンステップの導入は2000年のみで、それ以降はより定員の多いUAノンステップが、さらに2006年より尿素SCRシステムを搭載したスペースランナーRAが導入された。このRAは、ノンステップ（青梅営業所のみ）の他に、ワンステップも導入されている。しかし尿素水溶液の注入の必要があるため、その後の導入はない。

### 貸切及び高速路線車
日野・セレガの他に、現在、一般路線車では導入されていない三菱ふそうのエアロバス／エアロクィーンが在籍していた。カラーリングは、他の京王グループのバス事業者の貸切色と共通である。なお西東京バスへの再統合で社名表記のTAMA BUSがNISHITOKYOに書き換えられたが、元多摩バス車は書体が異なる。

### 社番
多摩バスにおける車両管理番号（社番）は、最初に営業所を示すアルファベット2文字（営業所記号：#2008年8月31日時点の営業所の節を参照）、その後に5桁の数字が続く（京王電鉄バスグループに似た付番法則）。
| TB     | 1        | 06   | 18       |
| ------ | -------- | ---- | -------- |
| 営業所 | メーカー | 年式 | 固有番号 |

- 営業所記号のすぐ後の1桁の数字はメーカーを示す。
  - 1：いすゞ自動車
  - 2：日野自動車
  - 3：三菱ふそうトラック・バス
  - 5：日産ディーゼル工業
- メーカーを示す数字の後の2桁の数字は導入年（西暦下2桁）を示し、その後の2桁は導入年毎の通し番号（西東京バス・多摩バス共通）である。
  - 例：TB10618は青梅営業所所属(TB)のいすゞ車(1)で、2006年(06)に18番目(18)に導入された車両である。
- 恩方営業所所属の西東京バス塗色車については、従来の西東京バスの社番の付番方法を踏襲している。ただし、2008年導入車両は西東京バス塗色であるがTDで始まる多摩バス社番である。

## その他
- 全路線に系統番号を付与している（急行・準急を除く。深夜バスにも系統番号表示がない）が、一部路線については系統番号を表記しない行先（京王八王子駅行き等）で運転される事がある。